# Televisão em Angola
A Televisão em Angola, depois de algumas transmissões experimentais na década de 1960, só começou a existir oficialmente em 1975. Atualmente existem dois canais a emitir em sinal aberto: os públicos TPA1 e TPA2. Hoje em dia existem muito canais em Angola a emitir via satélite entre eles está a TV Zimbo, Banda Tv e a Palanca Tv 

## Histórico
A primeira transmissão de TV em Angola aconteceu em 1962, nas instalações da Rádio Clube do Huambo (na época, Nova Lisboa). Houve novas tentativas em 1964, em Benguela, e em 1970, em Luanda. Tais emissões, porém, não tinham autorização do governo colonial. Na época, a legislação portuguesa dava à RTP o monopólio da exploração do serviço nas colônias.
Em 1969, o Ministério do Ultramar começou a estudar a implantação da televisão nas colônias. A comissão viria a autorizar a criação de companhias mistas em 1973. Surgiu assim a RPA/TPA - Radiotelevisão Portuguesa de Angola, fundada em 1 de fevereiro de 1974, com sede em Luanda.
As transmissões regulares, porém, começaram em 18 de outubro 1975, já durante a transição política e com a emissora renomeada: em vez de "Portuguesa", passou a ser "Popular". A emissora foi nacionalizada em 1976, passando a se chamar TPA - Televisão Popular de Angola. Mais tarde, seria novamente renomeada, passando a se chamar Televisão Pública de Angola.
A primeira transmissão em cores aconteceu em 1983.
Durante 33 anos, houve monopólio estatal do setor. A primeira emissora comercial autorizada a funcionar no país, a TV Zimbo, entrou no ar às 17:30 de 14 de dezembro de 2008. O canal pertence ao grupo MediaNova, também proprietário da Rádio Mais e do semanário O País.
Em 2011, o governo angolano iniciou a transição para a TV digital, adotando o padrão SBTVD/ISDB-T. A meta é concluir a migração até 2015.
O canal AngoTV surgiu em 11 de novembro de 2010, sendo transmitido por meio do sistema de TV por assinatura via satélite UAU!TV. Pertencente à empresa Semba Comunicações, o canal tem programação inteiramente produzida no país.